# Heidenstein (Adelsgeschlecht)

Wappen derer von Heidenstein

Heidenstein ist der Name eines pommerellischen Briefadelsgeschlechts.

## Geschichte
Conrad und Reinhold Heidenstein, in Königsberg im Herzogtum Preußen geboren, erhielten im Jahr 1585 den polnischen Adelsstand. Dies wurde jedoch lediglich als eine Anerkennung ihres angeblichen „fränkischen Adels“ betrachtet. Reinhold war Herr auf Sullenczyn (Kreis Karthaus) sowie auf Pantau in Westpreußen. Der Sohn des Reinhold von Heidenstein, Johann Reinhold von Heidenstein, wurde im Jahr 1690 Castellan von Danzig. Mit dem Tod seines Sohnes Melchior von Heidenstein erlosch die Stammlinie.

## Wappen
Schild: weiß und schwarz gespalten, rechts ein mit den Federn nach außen gekehrter Adlerflug, links drei nebeneinander stehende silberne Pyramiden; Helm: drei Straußenfedern weiß-schwarz-weiß; Helmdecken: weiß und schwarz

## Persönlichkeiten
- Reinhold Heidenstein (1533–1620), Diplomat, Jurist und Chronist